# El Socialista
El Socialista es el órgano de expresión del Partido Socialista Obrero Español (PSOE) desde su aparición, en 1886. El primer director de este medio de comunicación fue Pablo Iglesias Posse, fundador también del PSOE. A lo largo de su historia, El Socialista ha difundido las ideas del partido y ha servido de medio de comunicación entre la militancia del partido. Su periodicidad y formato ha ido variando a lo largo de la historia. En su etapa actual, se edita con carácter semanal y formato digital en el Departamento de Comunicación federal del PSOE.

## Historia

### Primeros años
El 2 de mayo de 1879 se funda el Partido Socialista Obrero Español, y desde los primeros tiempos de la organización, se manifestó la necesidad de contar con un órgano de prensa que transmitiese sus ideas y sirviera de medio de comunicación entre sus seguidores. Así, se fijó como objetivo la aparición de una publicación tan pronto como fuera legal y económicamente posible. Cinco años después, en 1884, se emitieron acciones para la publicación de El Socialista, y el 27 de enero de 1886 se reunieron los copropietarios del periódico para elegir las comisiones de redacción y administración.

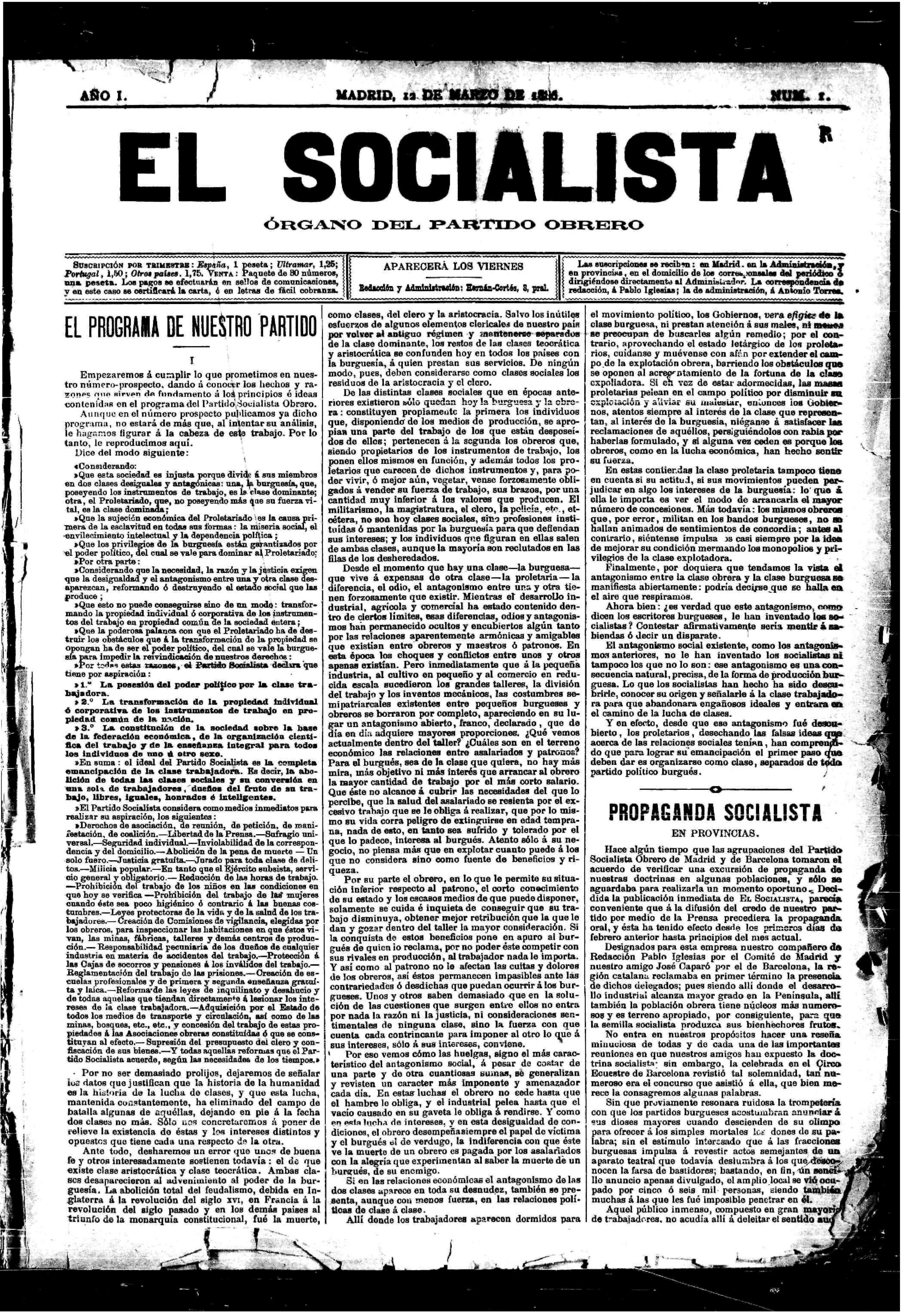
El Socialista N° 1, 12 de marzo de 1886.

El primer prospecto-programa del periódico tuvo una tirada de 4.000 ejemplares, y el primer número de El Socialista, dirigido por Pablo Iglesias Posse, apareció el 12 de marzo de 1886, constaba de cuatro páginas impresas a tres columnas y tenía un precio de cinco pesetas. En su mancheta figura el lema “órgano del partido obrero”. Cuatro años después, en 1890, el II Congreso del PSOE, celebrado en Bilbao, aprobó que El Socialista pasara a ser propiedad del partido. Durante sus primeros años, El Socialista fue objeto de numerosas denuncias por parte de autoridades civiles y militares. Pablo Iglesias Posse llegó a cumplir una condena de un mes y veintiún días en la Cárcel Modelo de Madrid, del 25 de noviembre de 1904 al 24 de enero de 1905, por injurias a la Guardia Civil.
En 1912, en el IX Congreso del PSOE aprueba la incompatibilidad entre la dirección de El Socialista –que pasó a tener periodicidad diaria– y la presidencia del Comité Nacional del partido, motivo por el que Pablo Iglesias Posse abandona la dirección del medio. En diciembre de ese año fue nombrado director Mariano García Cortés. Iglesias Posse regresó a la dirección el diario en 1915, cuando el X Congreso del PSOE derogó la citada incompatibilidad de cargos. Iglesias permaneció en la dirección hasta su fallecimiento, en 1925, cuando Andrés Saborit, hasta entonces subdirector, tomó las riendas de la publicación. 
En 1934, llegó a Madrid una rotativa Winkler adquirida en Suiza para la impresión de El Socialista, que finalmente entró en funcionamiento en 1937. Un año después apareció la edición de Barcelona de El Socialista. Hasta febrero de 1939, la edición madrileña y la barcelonesa tenían diferente contenido, formato y distinta dirección y redacción. El último número publicado fue el 9.042, el 28 de marzo de 1939. Incluía un editorial titulado “Nos hacen la guerra porque deseamos la paz. No aman a España". Pocos días después, el 1 de abril, el régimen franquista se incautó de los bienes de las organizaciones del Frente Popular, entre ellos la rotativa de El Socialista.

### El Socialista en Francia y Le Socialiste
En septiembre de 1944, el I Congreso del PSOE en Francia acordó editar nuevamente El Socialista, que pasó a publicarse en Toulouse con periodicidad semanal. Cuatro años después, en 1948, la redacción y administración de la cabecera se trasladaron a París, donde permaneció hasta 1961, cuando el gobierno francés prohibió la circulación distribución y venta de El Socialista ante las presiones del régimen franquista. El 4 de noviembre se publicó el último número de esta etapa. Semanas después, el 21 de diciembre, el Partido Socialista francés cedió su histórica cabecera Le Socialiste al PSOE. Esta cabecera mantuvo la misma dirección, redacción y administración que El Socialista, y permitió al PSOE mantener su órgano de prensa.
En 1967, aparece nuevamente El Socialista, concebido como un periódico destinado al interior de España. Comenzó editándose en Toulouse, pero a partir de 1970 se redactó e imprimió de forma clandestina en España, lo que provocó que su periodicidad se tornara irregular. En 1972, Alfonso Guerra asume la responsabilidad de El Socialista en el interior hasta la desaparición de este formato, en mayo de 1973. En el XIII Congreso del PSOE en el exilio, celebrado en Suresnes, Guerra fue elegido secretario de Prensa e Información y, como tal, responsable de El Socialista. 

### El Socialista a partir de 1975
El 20 de noviembre de 1975, con motivo del fallecimiento del dictador Francisco Franco, El Socialista editó un suplemento de una hoja titulado “¡Al fin ha muerto!”. En 1977 se publicó un número extraordinario para dar inició una campaña de afiliación al PSOE, dedicada a presentar el periódico, el programa del partido y las resoluciones de XXVII Congreso socialista. En 1980, El Socialista adquirió el formato revista y reapareció como revista semanal. En 1984 pasó a editarse con formato tabloide y periodicidad quincenal, y en 1992 se convirtió en una revista mensual. En 1999, comenzó la edición digital del periódico.
La publicación de los números impresos fue espaciándose a partir de la segunda mitad del año 2000, publicándose el último de ellos con motivo de las elecciones europeas de 2014. El Socialista convivió parcialmente en esta etapa con otra publicación, titulada EnClave Socialista y cuyo lema era “argumentos al servicio de una España mejor”. Editado en la Oficina de Prensa del PSOE, se publicaron 354 números entre el 10 de octubre de 2005 y el 3 de junio de 2014. En enero de 2017, la comisión gestora del PSOE decidió editar nuevamente El Socialista en versión digital.

### Etapa actual

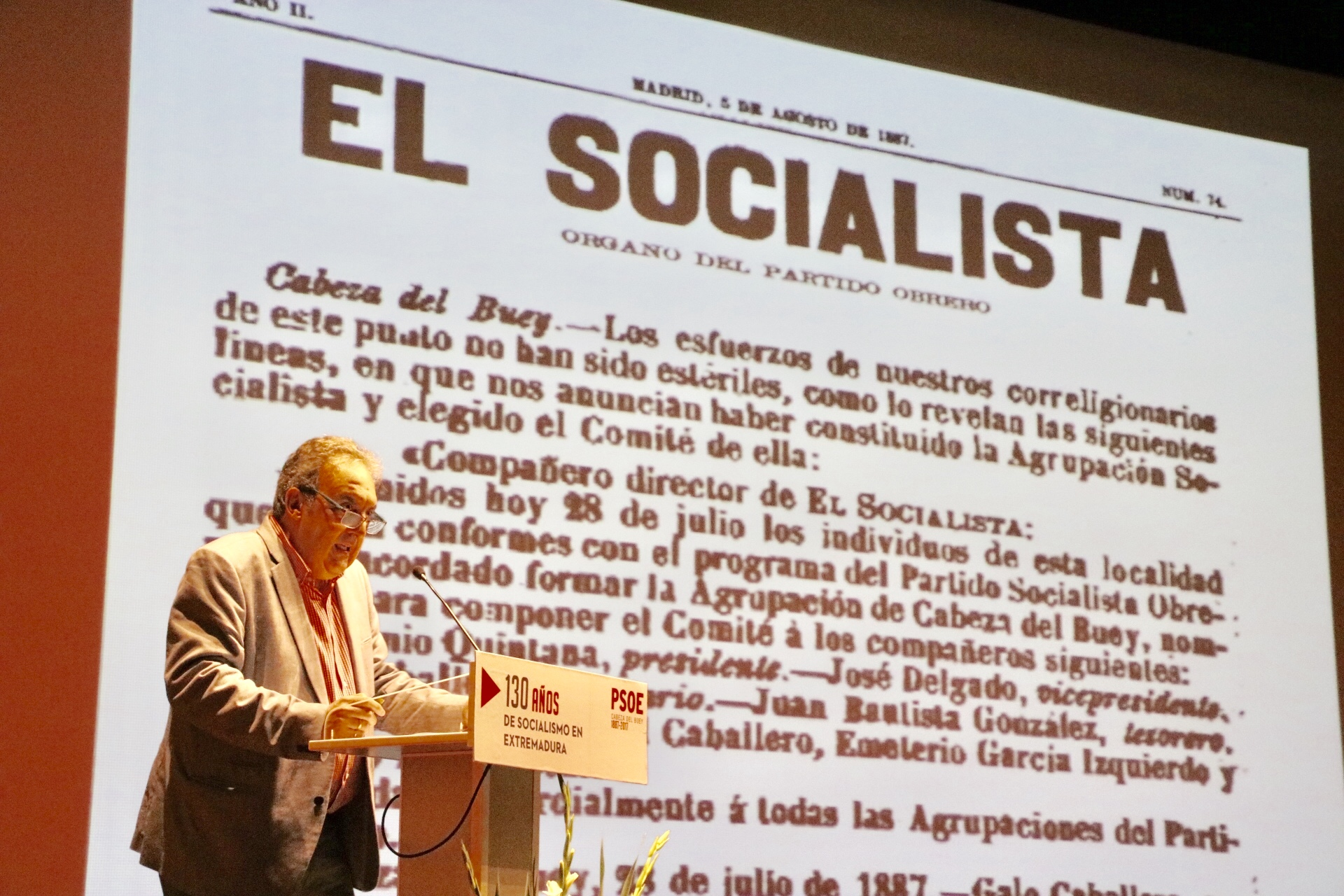
Acto de homenaje de 130º aniversario de El Socialista por José María Lama (2017).

Tras el 39.º Congreso del PSOE, a partir de diciembre de 2018, El Socialista pasó a editarse en el Departamento de Comunicación federal de PSOE. La cabecera tiene formato digital, periodicidad semanal y se envía por correo electrónico a los militantes del partido y a los suscriptores del medio. En esta etapa se han publicado, entre otros contenidos, entrevistas con el secretario general del PSOE y presidente del Gobierno en funciones, Pedro Sánchez; y con el, en el pasado, secretario de Organización socialista y ministro de Fomento, José Luis Ábalos. En octubre de 2019, El Socialista estrenó también una aplicación para dispositivos Android e iOS que permite recibir alertas informativas.

## Directores deEl Socialista
- Pablo Iglesias Posse (1886-1912)
- Mariano García Cortés Romero (1913-1914)
- Eduardo Torralva Becci (1914-1915)
- Pablo Iglesias Posse (1915-1925)
- Andrés Saborit Colomer (1926-1931)
- Cayetano Redondo Aceña (1931) (director interino)
- Remigio Cabello Toral (1931-1932) (director gerente)
- Julian Zagazagoitia Mendieta (1932-1937)
- Manuel Albar Catalán (1937-1939) (edición de Madrid y más tarde de Barcelona)
- Felipe Andrés Cabezas (1938-1939) (edición de Madrid)
- Francisco Ferrándiz Alborz (1939)
- Mario Fernández Rico (1943-1945) (responsable CE del interior)
- Emilio Salgado Moreira (1945-1946) (responsable CE del interior)
- Emilio Agüero Gozalo (1946-1947) (responsable CE del interior)
- José Gregori Martínez (1947-1948)
- Andrés Saborit Colomer (1948-1950)
- Manuel Albar Catalán (1950-1952)
- Gabriel Pradal Gómez (1952-1964)
- Georges Brutelle (1961-1973) (director a efectos legales de la cabecera Le Socialiste)
- Rodolfo Llopis Ferrándiz (1965-1970) (responsable de la Comisión Ejecutiva)
- Ildefonso Torregrosa García (1970-1972) (responsable de la Comisión Ejecutiva)
- Arsenio Jimeno Velilla (1972-1974) (responsable en el exterior)
- Alfonso Guerra González (1972-1973) (responsable en el interior)
- Pablo Castellano Cardalliaguet (responsable en el interior)
- Alfonso Guerra González (1974-1976)
- Antonio Guerra Gil (1977-1978)
- José Antonio Gurriarán López (1978-1980)
- Fernando Pajares Giménez (1980-1982)
- Julio Bernárdez García (1982-1983) (director en funciones)
- Ángel Merino Galán (1983-1984) (director en funciones)
- Pedro Bofill Abeilhe (1984-1986) (responsable del periódico)
- Ángeles Puerta Oroz (1986-1997) (responsable del periódico)
- Joaquín Tagar (Joaquín García Taboada) (1997-2011) (responsable del periódico)
- Maritcha Ruiz Mateos (desde 2018) (responsable del periódico)

## Intelectuales enEl Socialista
En El Socialista han publicado, entre otros intelectuales, Leopoldo Alas Clarín, Ramiro de Maeztu, Miguel de Unamuno, Pío Baroja, Benito Pérez Galdós, José Ortega y Gasset, Clara Campoamor, Gregorio Marañón o José Luis Sampedro.